# 鲨鱼掌属

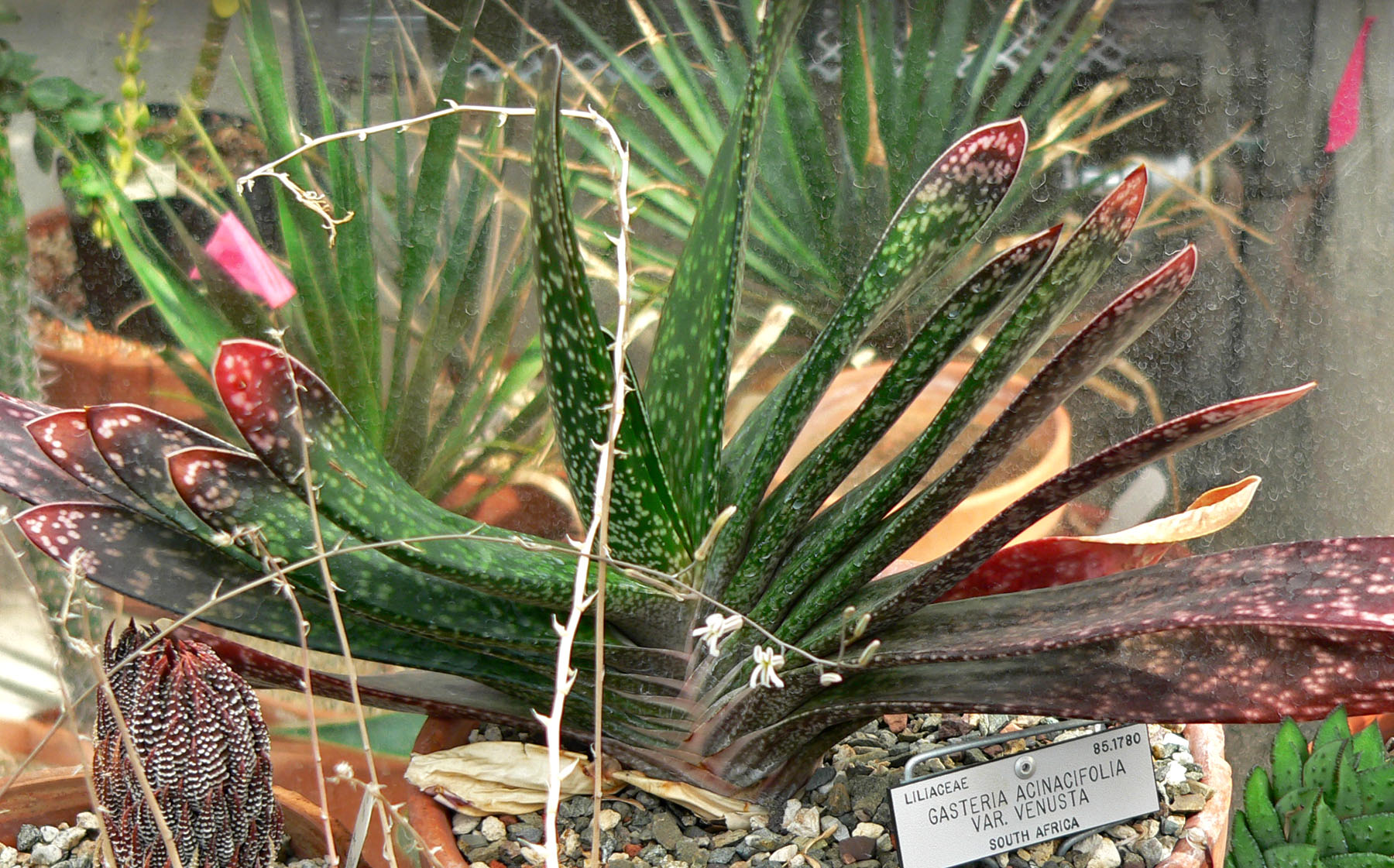
Gasteria acinacifolia 孔雀扇

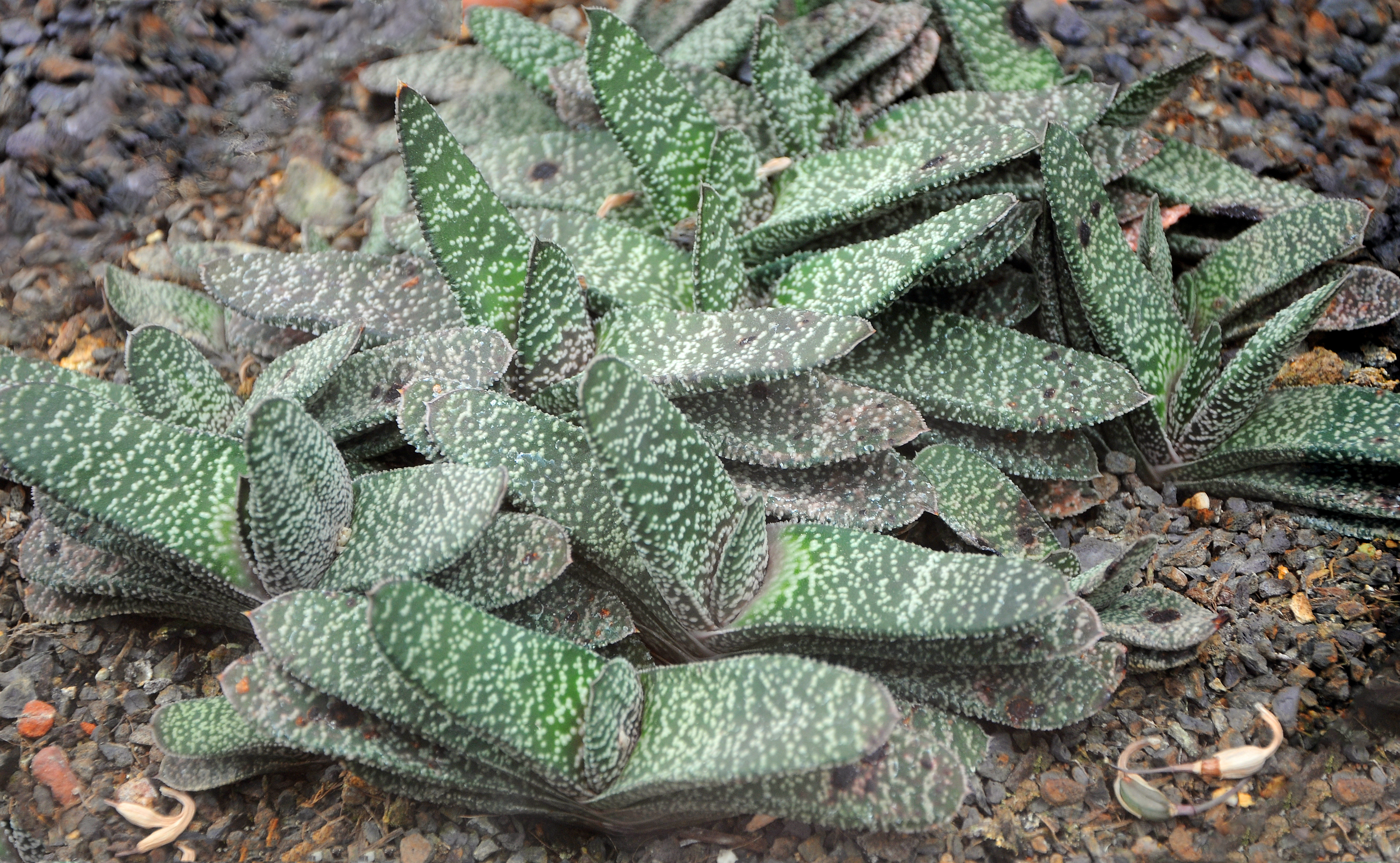
Gasteria disticha 富士子宝

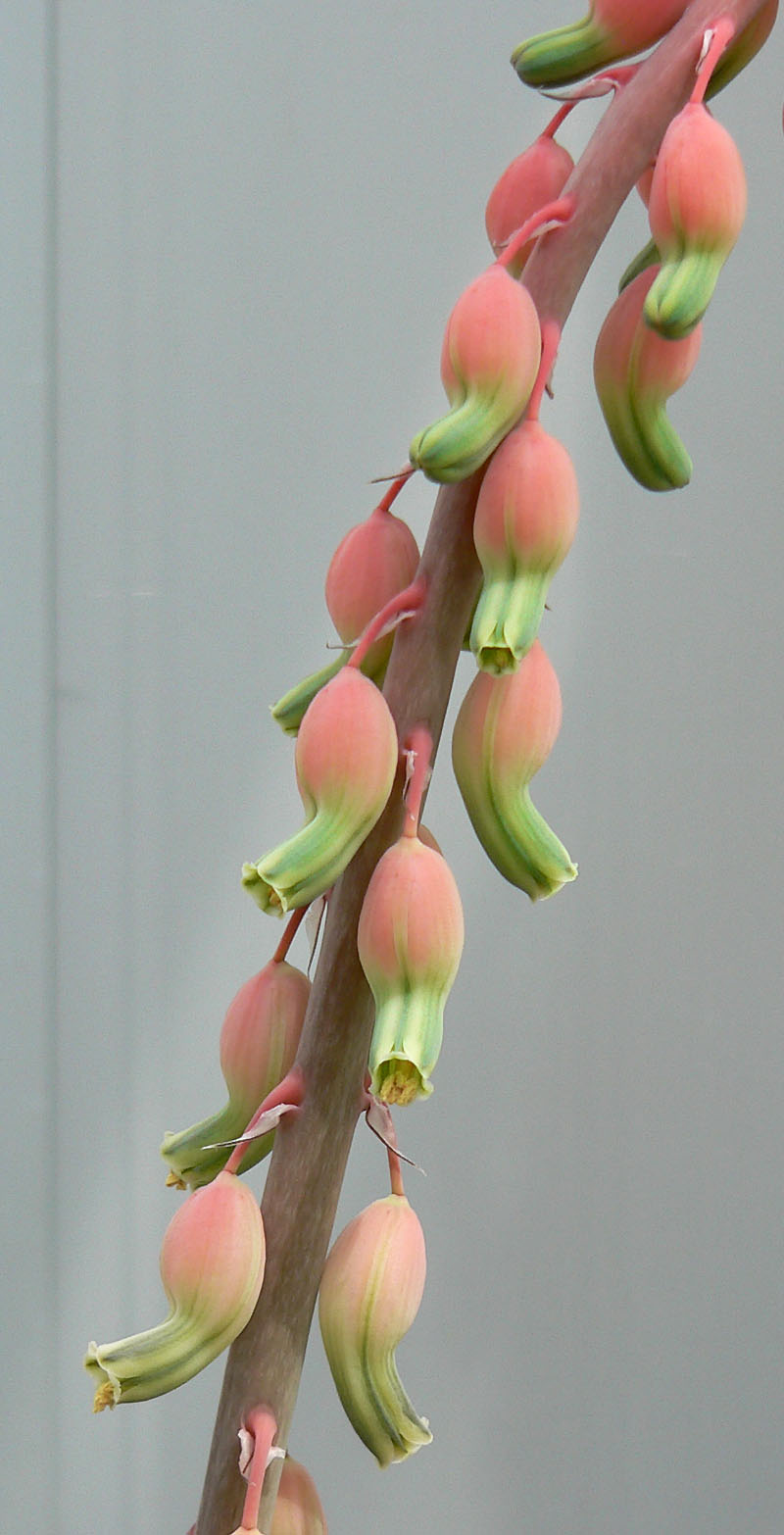
Gasteria disticha 富士子宝的花

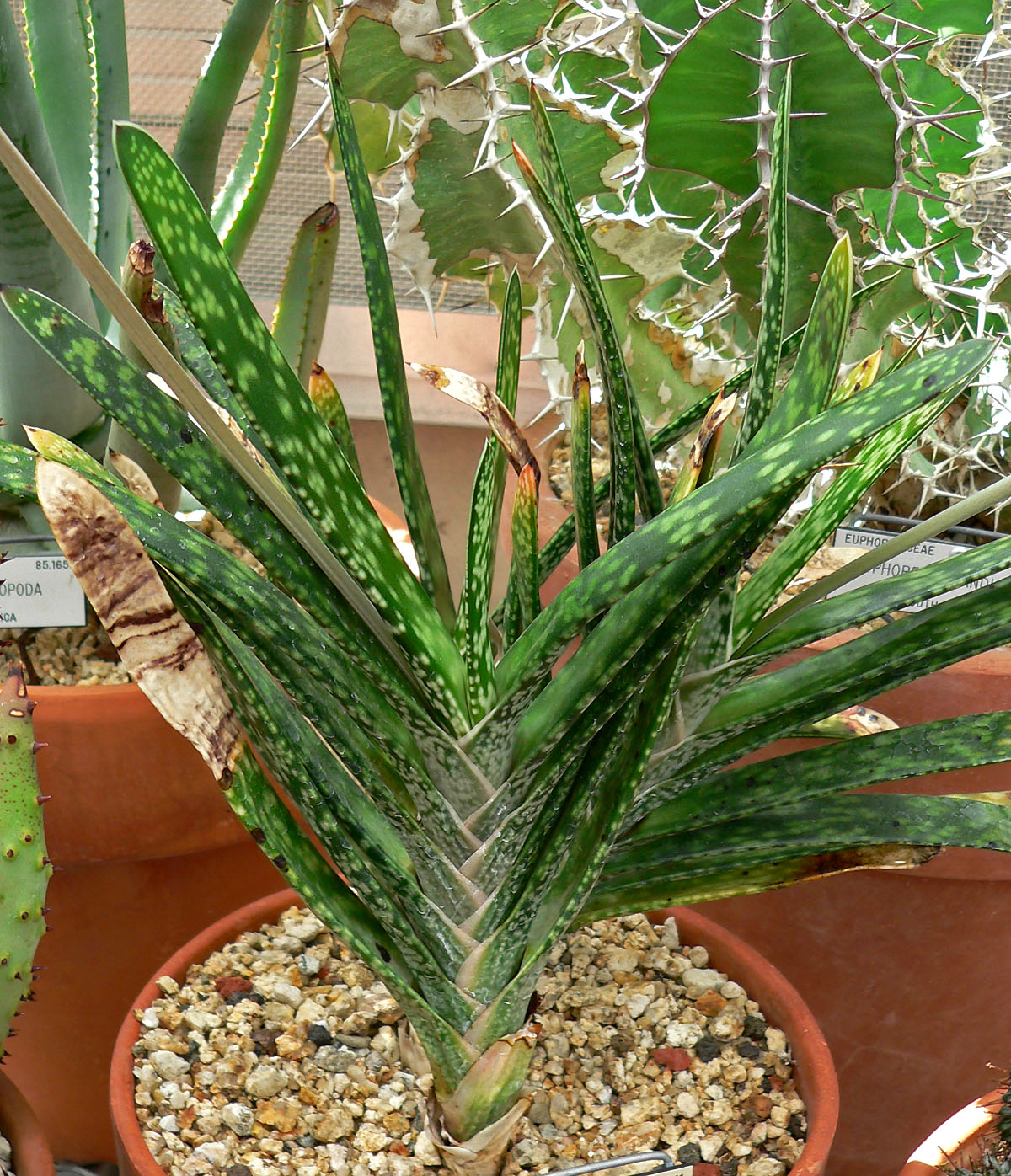
Gasteria bicolor 子宝

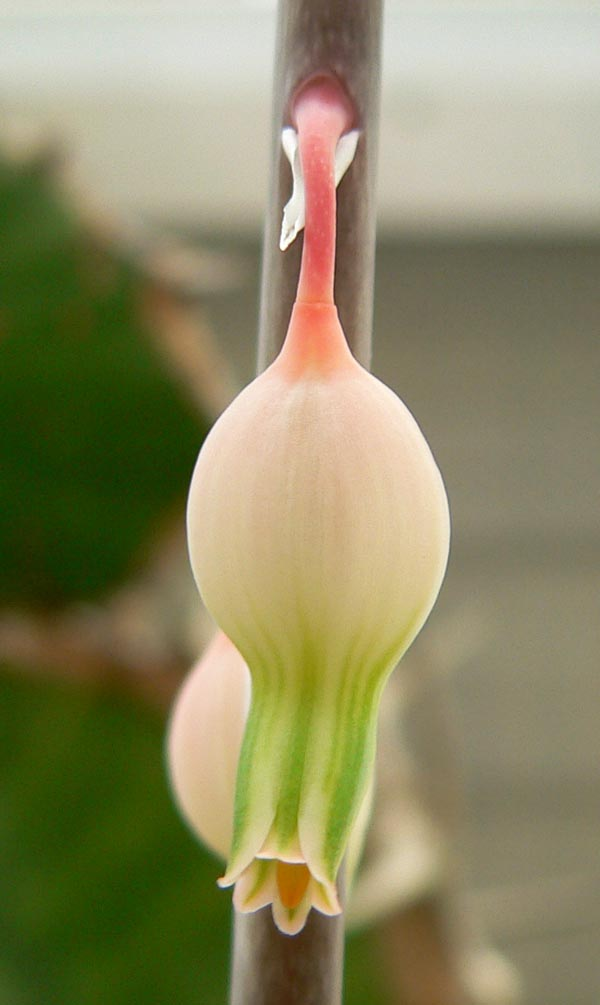
Gasteria bicolor 子宝开的花

鲨鱼掌又名白星龙、肉龙、沙鱼掌，它是阿福花科，鯊魚掌属的观赏植物，原产地为南非吉望峰，鲨鱼掌具有能够贮藏较多水分的叶片，颇为耐旱，它株形十分美观，具有多肉植物的典型特点，株高20～30厘米，无茎，单叶互生，带状，长10～20厘米，先端渐尖，两面有拉扯色乳状突起，叶面粗糙，肉质，总状花序，小花筒状，下垂，基部橙红色，先端绿色。该属包括大约22 种。其自然分布范围是在南部和西部南非共和国与一类是在边境地区限制纳米比亚延伸。
有些物种是作为室内植物适合阳光明媚的窗户或温室。 像所有其他肉质植物，它们需要节制浇水，温暖和明亮。 主要生长期是欧洲在冬季出现，不黄化。
鲨鱼掌属（Gasteria ）于1809年由亨利·奥古斯特·杜瓦尔在阿朗松首次描述。

## 植株特点
常绿多肉质植物，两排成长。大多数物种形成接近许多分支（金德尔）母株。 
春莺啭是罕见的品种，通常他们形成致密的垫子。肉质的叶子通常有角质边缘，
叶面深绿色与白色圆点。形成横向或终端，有时分枝，散花序，通常他们都是葡萄似的。 
雌雄同体，两侧对称。花苞是红色或黄色，或是还带有绿色，有果胶囊形成。

## 栽培
宜选用疏松肥沃的砂质壤土做栽培基质。如果有条件，所用盆土可由腐叶、细砂、园土按体积计以0.5：2：1的比例配成。
鲨鱼掌植株小巧精致，通常选用小型花盆进行定植。鲨鱼掌喜偏干的土壤环境，十分耐旱，除在生长旺盛阶段每周浇1次。
在冬春低温时节浇水间隔可控制在每隔半个月浇1次为宜，否则植株容易烂根，最终导致死亡。
在生长旺盛阶段还应每隔10天追施1次稀薄液体肥料。鲨鱼掌喜日光充足的环境，不宜过于荫蔽，否则植株容易徒长。
其喜温暖，不耐寒，在16℃～26℃的温度范围内生长良好。
冬春时节由于环境温度较低，植株生长十分缓慢，这是正常现象，不必着急。
越冬温度不宜低于5℃。在阳台栽培中，鲨鱼掌通常不易罹病，亦很少受到有害动物的侵袭，
每年春季应该为三年生以上的大株翻盆1次。 

## 品种
- Gasteria acinacifolia 孔雀扇
- Gasteria armstrongii 卧牛锦
- Gasteria batesiana var. batesiana 春莺啭
- Gasteria batesiana var. dolomitica 春莺啭变种
- Gasteria baylissiana
- Gasteria bicolor var. bicolor  子宝
- Gasteria bicolor var. liliputana aka "Ox-Tongue" 小龟姬
- Gasteria brachyphylla var. bayeri 短叶臣象
- Gasteria brachyphylla var. brachyphylla
- Gasteria carinata var. carinata 暗闇牛
- Gasteria carinata var. glabra
- Gasteria carinata var. retusa
- Gasteria carinata var. thunbergii
- Gasteria carinata var. verrucosa
- Gasteria croucheri
- Gasteria disticha 青龙刀
- Gasteria dorineae
- Gasteria ellaphieae
- Gasteria excelsa
- Gasteria gracilis Bak. 虎之卷
- Gasteria gracilis Bak. 'Albovariegata' 矶松锦
- Gasteria glauca
- Gasteria glomerata
- Gasteria liliputana
- Gasteria maculata 墨鉾
- Gasteria nitida
- Gasteria obliqua
- Gasteria pendulifolia
- Gasteria pillansii var. ernesti-ruschii
- Gasteria pillansii var. pillansii 恐龙
- Gasteria polita
- Gasteria pulchra
- Gasteria rawlinsonii
- Gasteria tukhelensis
- Gasteria verrucosa
- Gasteria vlokii